# Hegedűs Lajos (színművész)
Hegedűs Lajos (Kisújszállás, 1818. április 18. [keresztelés] – Pest, 1860. július 18.) színész, igazgató, drámaíró.

## Életútja
Hegedűs Dániel festőmester és Földi Julianna fia. Szülővárosában végezte el iskoláit, a gimnázium hat osztályát is, majd Debrecenbe ment és ott 1836-ig a bölcselet I. évét hallgatta. Ekkor hajlama a színészi pályára vonzotta, így egyetemi tanulmányait félbehagyta és a Fáncsy Lajos igazgatása alatt működő színésztársasághoz szegődött. 1841–58 között Győrött színészkedett. 1849-ben honvédhadnagyként küzdött a szabadságért. Sok küzdelem és nélkülözés között képezte magát és miután színészi képességei a vidéken feltűnést keltettek, meghívást nyert a pesti Nemzeti Színházhoz. Itt aratta fényes sikereit. 1851. április 7-én fellépett a Robin orvosban, de csak 1858. október 8-án szerepelt már mint szerződtetett tag. Bodenburg Karolina színésznővel boldog házas életet élt és egyetlen fia még növelte örömét. A balvégzet ezen családi boldogságot egy év alatt hármas sírba temette. Neje halála után búskomorságba esett; a színháztól is elbocsátották. A kétségbeesésnek lassan emésztő mérge 1860. július 18-án Pesten, a Rókus-kórházban megölte.
Arcképe, kőnyomat: Reiffenstein és Röschtől Bécsben 1859. (nejével és fiával).

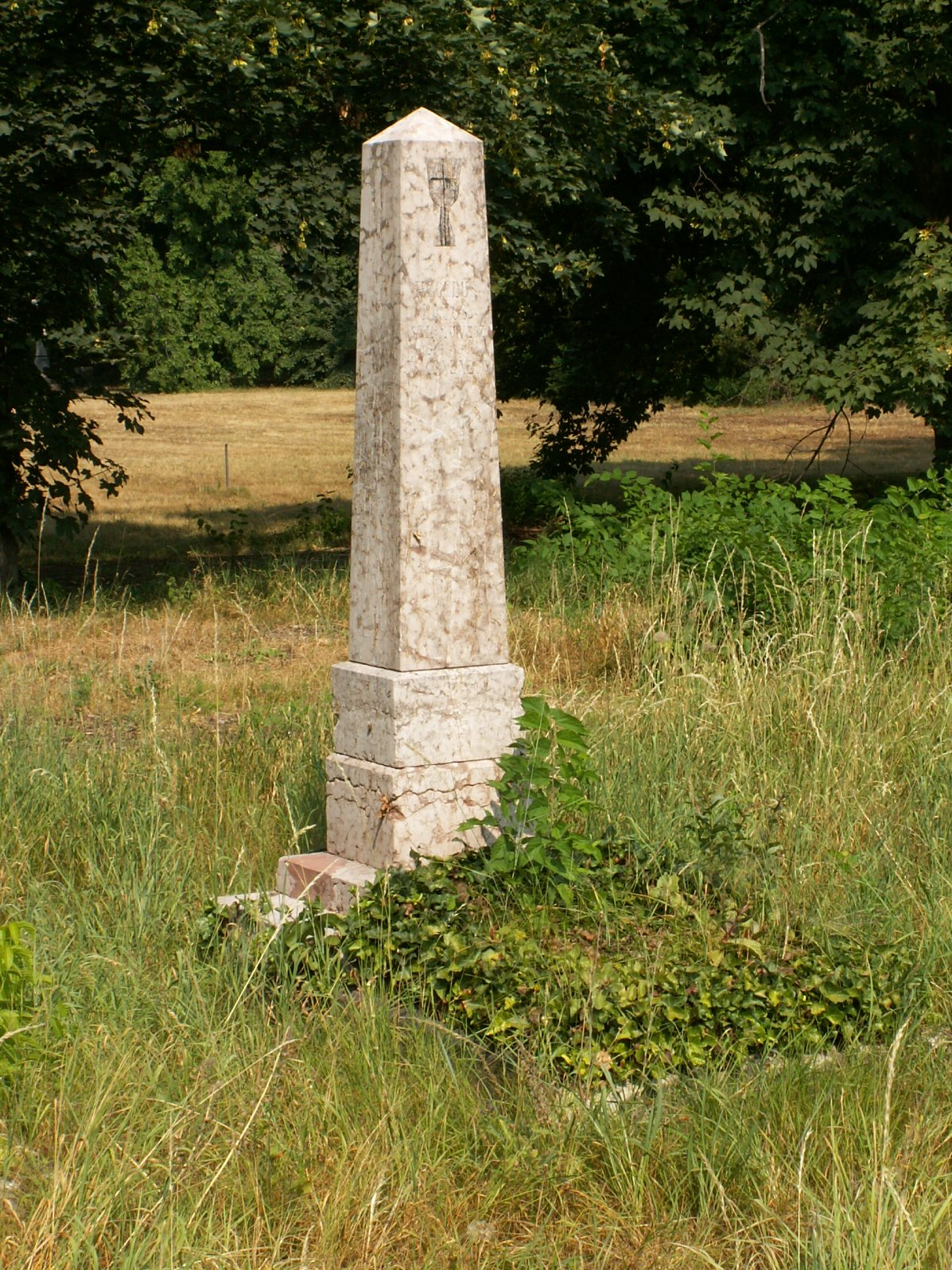
Sírja a Fiumei úti sírkertben, 2006-ban (9-4-57)

Elbeszélései a Divatcsarnokban (1853. Trón és szerelem, történelmi novella, Csilla a Balaton leánya, tündérrege), a Müller Nagy Naptárában (1855. Szép Mariska, novella).

## Fontosabb szerepei
- Vincentio (Shakespeare: A makrancos hölgy)
- Rieux Gaston (ifj. Dumas: Gauthier Margit, avagy a Kaméliás hölgy)

## Színművei
A pesti Nemzeti Színházban történt első előadatásuk sorrendjében:
- A hazatértek, ered. dráma 4 felv. (először 1851. máj. 24. Ism. Pesti Napló 365., 369., 370. sz. Budap. Hirlap 471-72. sz.)
- A rózsa királyné, eredeti népies dr. 4 felv., zenéje Bodnár Ignácztól (1851. nov. 29.)
- Cid, Corneille után ford. (1853. ápr. 18.)
- Bibor és Gyász, tört. dr. 5 felv. Jókai Könyves Kálmánjával osztozott a Tomori-féle 100 aranyos jutalomban (1856. jan. 5. Ism. Bud. Hirlap 6., 7. sz. és Greguss, Tanulmányok II. 32. l. Németül is megjelent Bertalan I. C. ford. Pozsonyban, 1858.)
- Nagy Lajos és kora, er. dr. 3 f. előjátékkal (1856. szept. 22. Ism. P. Napló 413. sz., M. Sajtó 223. sz. és Greguss, Tanulm. II. 114. l.)
- Róma leánya, er. dr. 4 felv. (1859. ápr. 12.)
- Egy szegény ifjú története, Feuillet Octav után ford. Feleki Miklóssal (1859. jún. 18.)

Írt még egy Attila c. drámát és lefordította Scribe, Államférfiak és Én csillagzatom c. vígj., Dumas, Káméliás hölgyét és Samson után a magyar színpadra alkalmazta a Három peleskei nótárius c. vígjátékot.

## Működési adatai
1838–40: Kilényi Dávid; 1841: Fekete Gábor; 1842: Komáromy Sámuel, Szákfy József; 1843: Fekete Gábor; 1846: Szerdahelyi József, Havi Mihály, Szabó József, Hetényi József; 1847: Gócs Ede; 1848: Kilényi Dávid; 1850: Havi Mihály; 1854–55: Havi Mihály, Szabó József.
Igazgatóként: 1844: Kassa, Győr; 1845: Komárom; 1856: Szeged, Szabadka; 1857: Pozsony, Győr; 1858: Nemzeti Színház.